# Torsten Lindberg
Torsten Gustav Adolf Lindberg (ur. 14 kwietnia 1917 w Nässjö, zm. 31 sierpnia 2009 w Malmö) – szwedzki piłkarz, bramkarz. Złoty medalista olimpijski z Londynu, członek kadry na MŚ 50.

## Kariera sportowa
W latach 1947–1951 wystąpił w 19 meczach reprezentacji Szwecji, na igrzyskach olimpijskich w Londynie w 1948 zdobywając złoty medal. Znajdował się w kadrze brązowych medalistów mistrzostw świata dwa lata później (bez gry). Przez większość kariery występował w klubie IFK Norrköping, wywalczył z nim sześć tytułów mistrza kraju. Wcześniej był piłkarzem Husqvarna IF, IK Tord i Örgryte IS.
Po zakończeniu kariery sportowej został trenerem. W 1953-1954 prowadził IFK Norrköping, w 1958 był jednym z asystentów w szwedzkim sztabie szkoleniowym. W latach 1964–1966 prowadził Djurgårdens IF i sięgnął po dwa tytuły mistrza kraju (1964 i 1966). Przez dwa lata był szkoleniowcem AIK Fotboll (1969-1970).
Zmarł w wieku 92 lat, jako ostatni z mistrzowskiej drużyny z igrzysk w Londynie.